# Merveille (chanteuse)
Pour les articles homonymes, voir Merveille.
Merveille de son nom complet Merveille Mpongi, née le 23 novembre 2007, est une chanteuse et rappeuse française.

## Biographie

### Enfance
D'origine congolaise, Merveille commence le chant à l'âge de 7 ans. Avec une famille originellement basée à Lyon et Saint-Étienne, cette dernière déménage à Clignancourt dans le 18e arrondissement de Paris. 

### Débuts
Elle commence durant son adolescence à créer des morceaux sur son smartphone avec l'application BandLab (en) et les partagent sur internet notamment sur SoundCloud et TikTok.

### Carrière
Le 18 décembre 2023, elle assure la première partie du concert de Nej' à l'Accor Arena de Paris, et en 2024 elle se produit aux cotés de Dadju et Tayc.
En janvier 2024, Shazam classe Ghetto à la 27e place dans son top 50 des tubes à venir. Dans la semaine du 5 janvier 2024, deux titres, Ghetto (167e position) et Citadelle (17e position), sont présents dans le classement top singles SNEP.
En septembre 2024, elle fait partie de la mixtape BDLM Vol.1 de Tiakola avec le titre Protect.
En avril 2025, elle apparaît sur l'album État des lieux de La Fouine sur le titre Refaire ce monde. 
En mai 2025, son troisième single Citadelle est certifié disque de platine.

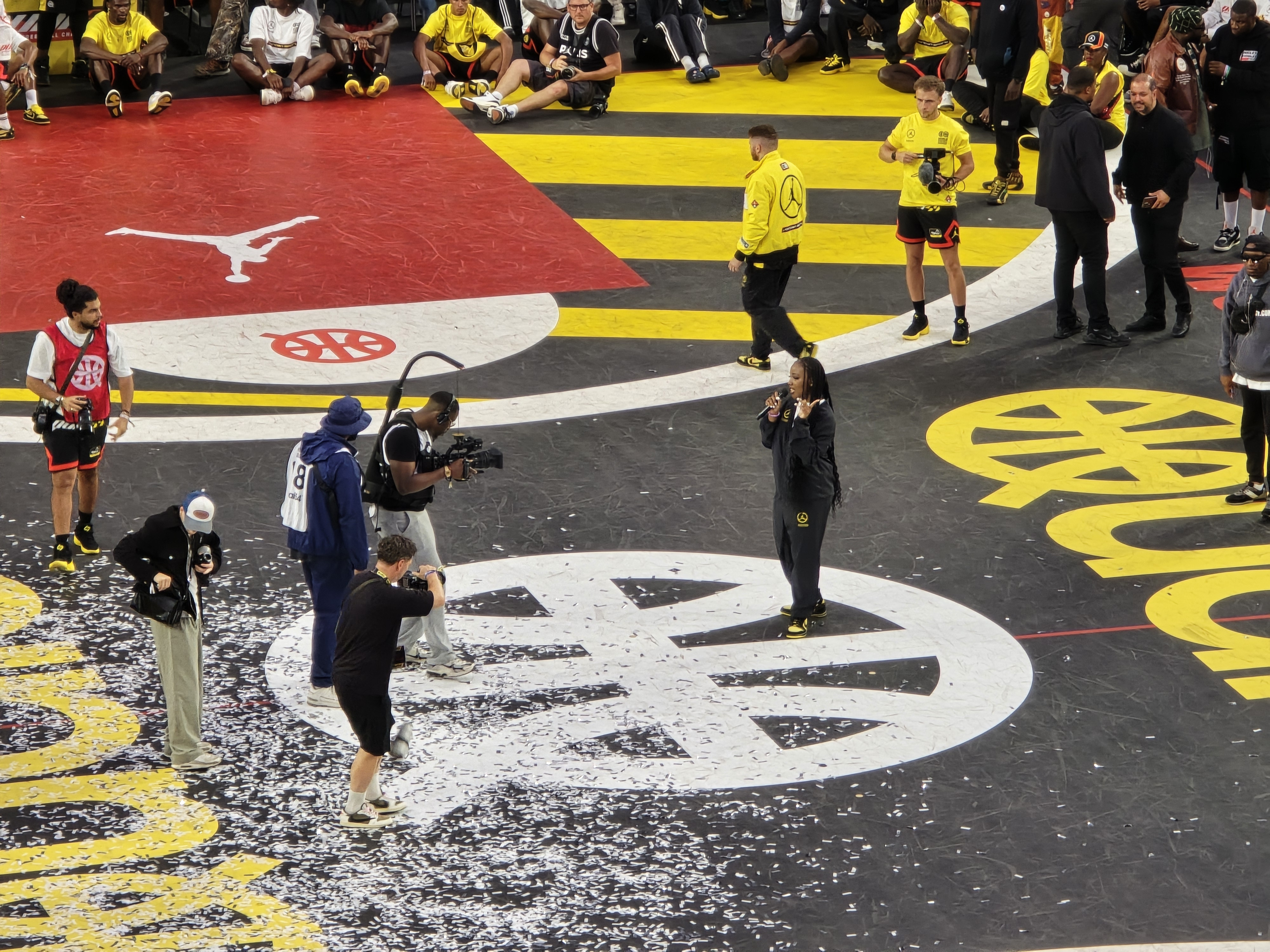
Merveille lors d'une représentation au Quai 54 2025.

## Discographie

### Singles
| Titre                 | Année | Meilleures positions | Meilleures positions | Certifications          | Album    |
| Titre                 | Année | FRA                  | BEL                  | Certifications          | Album    |
| --------------------- | ----- | -------------------- | -------------------- | ----------------------- | -------- |
| Dis moi tout          | 2023  | –                    | –                    | –                       | –        |
| Ghetto                | 2023  | 167                  | –                    | –                       | –        |
| Citadelle             | 2023  | 17                   | 39                   | France (SNEP) : Platine | –        |
| Porte de Clignancourt | 2024  | –                    | –                    | –                       | –        |
| Paqueta               | 2024  | 184                  | –                    | –                       | Identité |
| C'est ma vie          | 2024  | –                    | –                    | –                       | –        |
| Ma sœur               | 2025  | –                    | –                    | –                       | –        |
| Mauvaise idée         | 2025  | –                    | –                    | –                       | –        |
| Soucis plein la tête  | 2025  | –                    | –                    | –                       | –        |

### Collaborations
- 2024: D.S.L - Lisandro Cuxi feat. Merveille sur l'album CUXI BOY
- 2024: PROTECT - Tiakola feat. Merveille sur la mixtape BDLM Vol. 1
- 2025: Pourtant - OBOY feat. Merveille sur l'album Olyboy
- 2025: Refaire ce monde - La Fouine feat. Merveille sur l'album ÉTAT DES LIEUX
- 2025: Fam - Franglish feat. Merveille sur l'album Aura x G-Wave
- 2025: On se comprend (Musique originale inspirée du film "Indomptables") - Fally Ipupa, KLN, Merveille et Dany Synthé
- 2025: Raconter - Kulturr feat. Merveille sur l'album HOPE. : Ayé
- 2025: 1 WEEK-END SUR 2 - Prototype feat. Merveille et Lisandro Cuxi sur l'album LE REVEIL D’UN ROI
- 2025: Commitment Pt. 2 - Craig David feat. Tiwa Savage et Merveille
- 2025: JOLIE - Haaland936 (de) feat. Merveille

### Autres chansons classées
| Titre                                | Année | Meilleur position | Certification | Album       |
| Titre                                | Année | FRA               | Certification | Album       |
| ------------------------------------ | ----- | ----------------- | ------------- | ----------- |
| PROTECT (de Tiakola feat. Merveille) | 2024  | 29                | –             | BDLM Vol. 1 |

## Distinctions
| Année | Récompenses | Catégories                                  | Résultat   | Réf.   |
| ----- | ----------- | ------------------------------------------- | ---------- | ------ |
| 2024  | Les Flammes | Flamme de la révélation féminine de l'année | Lauréat    | ,      |
| 2025  | Les Flammes | Flamme de l'artiste féminine de l'année     | Nomination | [ 14 ] |
| 2025  | BET Awards  | Best New International Act (en)             | Nomination | [ 15 ] |